# Daniel Berg Hestad
Daniel Berg Hestad (Molde, 30 luglio 1975) è un allenatore di calcio ed ex calciatore norvegese, di ruolo centrocampista.

## Biografia
Berg Hestad proviene da una lunga dinastia di calciatori del Molde. Suo padre, Stein Olav Hestad, è stato detentore del record di presenze con la maglia del club, prima di essere battuto proprio da suo figlio. Anche suo zio paterno Harry Hestad, e i suoi zii materni Odd Berg e Jan Berg hanno giocato molti anni per la squadra. Ha un fratello minore, di nome Peter, che ha giocato con lui al Molde, per alcune stagioni.
Sposato con Trude Vik dal 2006, ha due figli: Tobias e Jonathan. Nel 2000 è stato arrestato per guida in stato d'ebbrezza: durante il party natalizio con i compagni di squadra, ha ricevuto la notizia del ricovero ospedaliero di sua moglie e di suo figlio. Berg Hestad ha preso allora la sua automobile per raggiungerli, ma si è schiantato dopo poche centinaia di metri.

## Carriera

### Club

#### La prima esperienza al Molde
Berg Hestad ha debuttato nell'Eliteserien con la maglia del Molde, in data 23 maggio 1993: ha sostituito Morten Kristiansen nella sconfitta per 4-0 sul campo dello Start. Il 13 giugno dello stesso anno, ha segnato la prima rete nella massima divisione norvegese, seppure inutile ai fini del risultato: la sua squadra è stata sconfitta infatti per 5-3 dal Lyn Oslo. Il 23 ottobre 1994, ha vinto il primo trofeo della carriera: è stato infatti titolare nella finale dell'edizione stagionale del Norgesmesterskapet, vinta per 3-2 sul Lyn Oslo. È rimasto in squadra per circa un decennio.

#### L'avventura olandese
Nel 2004, ha lasciato la natia Norvegia per passare agli olandesi dell'Heerenveen, a parametro zero. Ha esordito nell'Eredivisie il 24 gennaio 2004, quando è stato titolare nel successo per 0-1 sul campo del Vitesse. Ha totalizzato 41 apparizioni in campionato, con 5 reti all'attivo, in un anno e mezzo in squadra.

#### Il ritorno in patria
Nel luglio 2005, Berg Hestad è tornato al Molde. Il 3 luglio è tornato in campo con questa maglia, schierato titolare nel successo per 2-0 sul Lillestrøm. Pochi mesi dopo, è stato titolare e capitano della formazione che si è aggiudicata la vittoria nella finale del Norgesmesterskapet 2005, grazie al successo per 4-2 sul Lillestrøm, dove è andato anche a segno. Alla fine del campionato 2006, il Molde è retrocesso in 1. divisjon, ma Berg Hestad è rimasto al club e ha contribuito all'immediato ritorno nell'Eliteserien.
A questo punto della carriera, occupava la seconda posizione tra i calciatori con il maggior numero di presenze nella storia della massima divisione norvegese, dietro soltanto a Roar Strand. È stato ancora tra i titolari della squadra nel campionato 2011, conclusosi con il successo finale del suo Molde, che ha vinto il primo titolo nazionale della sua storia. Il successo è stato ripetuto l'anno seguente. Il 6 dicembre 2012, ha rinnovato il contratto che lo legava al Molde per un'ulteriore stagione.
Il 22 agosto 2014, ha rinnovato ulteriormente il suo contratto per un'altra annata. Il 4 ottobre 2014 ha vinto il campionato 2014 con il suo Molde, raggiungendo matematicamente il successo finale con quattro giornate d'anticipo grazie alla vittoria per 1-2 sul campo del Viking. Il 23 novembre successivo, il Molde ha centrato il successo finale nel Norgesmesterskapet 2014, ottenendo così il double.
Il 18 settembre 2015 ha annunciato il suo ritiro dall'attività agonistica alla fine della stagione in corso.
Il 5 novembre seguente è diventato il marcatore più anziano della storia dell'UEFA Europa League, a 40 anni, nel corso della partita vinta 1-2 contro il Celtic, superando il precedente record di Pavel Horváth (in rete a 37 anni e 214 giorni con il Viktoria Plzeň).
Il 25 febbraio 2016, al termine del doppio confronto valido per i sedicesimi di finale dell'Europa League 2015-2016 contro il Siviglia, si è ritirato dall'attività agonistica.

### Nazionale
Berg Hestad ha giocato 27 incontri per la Norvegia under 21, con 12 reti all'attivo. La prima di queste presenze è stata datata 6 giugno 1995, nel successo per 3-0 su Malta under 21. Il 2 febbraio 1996 ha segnato invece la prima rete, nel pareggio per 4-4 contro gli Stati Uniti under 21. Ha contribuito al terzo posto finale della selezione al campionato europeo Under-21 1998.
Il centrocampista conta anche 8 apparizioni per la Nazionale maggiore. Il debutto è stato datato 22 aprile 1998, quando è subentrato a Kjetil Rekdal nel successo per 0-2 sulla Danimarca, in un incontro disputato a Copenaghen.

## Statistiche

### Presenze e reti nei club
Statistiche aggiornate al 26 febbraio 2016.
| Stagione          | Club              | Campionato        | Campionato | Campionato | Coppe nazionali | Coppe nazionali | Coppe nazionali | Coppe continentali | Coppe continentali | Coppe continentali | Supercoppe | Supercoppe | Supercoppe | Totale | Totale |
| Stagione          | Club              | Comp              | Pres       | Reti       | Comp            | Pres            | Reti            | Comp               | Pres               | Reti               | Comp       | Pres       | Reti       | Pres   | Reti   |
| ----------------- | ----------------- | ----------------- | ---------- | ---------- | --------------- | --------------- | --------------- | ------------------ | ------------------ | ------------------ | ---------- | ---------- | ---------- | ------ | ------ |
| 1993              | Molde             | ES                | 14         | 1          | CN              | ?               | ?               | -                  | -                  | -                  | -          | -          | -          | 14+    | 1+     |
| 1994              | Molde             | 1D                | 19         | 0          | CN              | ?               | ?               | -                  | -                  | -                  | -          | -          | -          | 19+    | 0+     |
| 1995              | Molde             | ES                | 26         | 4          | CN              | ?               | ?               | -                  | -                  | -                  | -          | -          | -          | 26+    | 4+     |
| 1996              | Molde             | ES                | 25         | 4          | CN              | ?               | ?               | -                  | -                  | -                  | -          | -          | -          | 25+    | 4+     |
| 1997              | Molde             | ES                | 25         | 12         | CN              | ?               | ?               | -                  | -                  | -                  | -          | -          | -          | 25+    | 12+    |
| 1998              | Molde             | ES                | 24         | 8          | CN              | ?               | ?               | -                  | -                  | -                  | -          | -          | -          | 24+    | 8+     |
| 1999              | Molde             | ES                | 25         | 4          | CN              | ?               | ?               | -                  | -                  | -                  | -          | -          | -          | 25+    | 4+     |
| 2000              | Molde             | ES                | 25         | 3          | CN              | ?               | ?               | -                  | -                  | -                  | -          | -          | -          | 25+    | 3+     |
| 2001              | Molde             | ES                | 26         | 9          | CN              | ?               | ?               | -                  | -                  | -                  | -          | -          | -          | 26+    | 9+     |
| 2002              | Molde             | ES                | 26         | 4          | CN              | ?               | ?               | -                  | -                  | -                  | -          | -          | -          | 26+    | 4+     |
| 2003              | Molde             | ES                | 21         | 5          | CN              | ?               | ?               | -                  | -                  | -                  | -          | -          | -          | 21+    | 5+     |
| gen.-giu. 2004    | Heerenveen        | ED                | 15         | 1          | CO              | ?               | ?               | -                  | -                  | -                  | -          | -          | -          | 15+    | 1+     |
| 2004-2005         | Heerenveen        | ED                | 26         | 4          | CO              | ?               | ?               | -                  | -                  | -                  | -          | -          | -          | 26+    | 4+     |
| Totale Heerenveen | Totale Heerenveen | Totale Heerenveen | 41         | 5          |                 | ?               | ?               |                    | -                  | -                  |            | -          | -          | 41+    | 5+     |
| lug.-dic. 2005    | Molde             | ES                | 14+2       | 3+0        | CN              | 3               | 2               | -                  | -                  | -                  | -          | -          | -          | 19     | 5      |
| 2006              | Molde             | ES                | 24         | 3          | CN              | 2               | 2               | CU                 | 4                  | 0                  | -          | -          | -          | 30     | 5      |
| 2007              | Molde             | 1D                | 24         | 8          | CN              | 0               | 0               | -                  | -                  | -                  | -          | -          | -          | 24     | 8      |
| 2008              | Molde             | ES                | 25         | 4          | CN              | 6               | 1               | -                  | -                  | -                  | -          | -          | -          | 31     | 5      |
| 2009              | Molde             | ES                | 27         | 0          | CN              | 7               | 1               | -                  | -                  | -                  | -          | -          | -          | 34     | 1      |
| 2010              | Molde             | ES                | 26         | 3          | CN              | 2               | 0               | UEL                | 4                  | 0                  | -          | -          | -          | 32     | 3      |
| 2011              | Molde             | ES                | 28         | 0          | CN              | 3               | 0               | -                  | -                  | -                  | -          | -          | -          | 35     | 1      |
| 2012              | Molde             | ES                | 24         | 2          | CN              | 3               | 0               | UCL+UEL            | 4+6                | 0                  | -          | -          | -          | 37     | 2      |
| 2013              | Molde             | ES                | 19         | 1          | CN              | 5               | 0               | UCL+UEL            | 4+2                | 0                  | -          | -          | -          | 30     | 1      |
| 2014              | Molde             | ES                | 25         | 1          | CN              | 5               | 1               | UEL                | 3                  | 0                  | -          | -          | -          | 33     | 2      |
| 2015              | Molde             | ES                | 22         | 0          | CN              | 3               | 0               | UCL+UEL            | 3+10               | 0+1                | -          | -          | -          | 38     | 1      |
| Totale Molde      | Totale Molde      | Totale Molde      | 514+2      | 79         |                 | 39+             | 7+              |                    | 40+                | 1+                 |            | -          | -          | 595+   | 87+    |
| Totale            | Totale            | Totale            | 555+2      | 84         |                 | 39+             | 7+              |                    | 40+                | 1+                 |            | -          | -          | 636+   | 92+    |

### Cronologia presenze e reti in nazionale
| Cronologia completa delle presenze e delle reti in nazionale ― Norvegia | Cronologia completa delle presenze e delle reti in nazionale ― Norvegia | Cronologia completa delle presenze e delle reti in nazionale ― Norvegia | Cronologia completa delle presenze e delle reti in nazionale ― Norvegia | Cronologia completa delle presenze e delle reti in nazionale ― Norvegia | Cronologia completa delle presenze e delle reti in nazionale ― Norvegia | Cronologia completa delle presenze e delle reti in nazionale ― Norvegia | Cronologia completa delle presenze e delle reti in nazionale ― Norvegia |
| Data                                                                    | Città                                                                   | In casa                                                                 | Risultato                                                               | Ospiti                                                                  | Competizione                                                            | Reti                                                                    | Note                                                                    |
| ----------------------------------------------------------------------- | ----------------------------------------------------------------------- | ----------------------------------------------------------------------- | ----------------------------------------------------------------------- | ----------------------------------------------------------------------- | ----------------------------------------------------------------------- | ----------------------------------------------------------------------- | ----------------------------------------------------------------------- |
| 22-4-1998                                                               | Copenaghen                                                              | Danimarca                                                               | 0 – 2                                                                   | Norvegia                                                                | Amichevole                                                              | -                                                                       |                                                                         |
| 10-10-1998                                                              | Lubiana                                                                 | Slovenia                                                                | 1 – 2                                                                   | Norvegia                                                                | Qual. Euro 2000                                                         | -                                                                       |                                                                         |
| 18-11-1998                                                              | Il Cairo                                                                | Egitto                                                                  | 1 – 1                                                                   | Norvegia                                                                | Amichevole                                                              | -                                                                       |                                                                         |
| 20-1-1999                                                               | Tel Aviv                                                                | Israele                                                                 | 0 – 1                                                                   | Norvegia                                                                | Amichevole                                                              | -                                                                       |                                                                         |
| 22-1-1999                                                               | Umm al-Fahm                                                             | Estonia                                                                 | 3 – 3                                                                   | Norvegia                                                                | Amichevole                                                              | -                                                                       |                                                                         |
| 27-3-2002                                                               | Tunisi                                                                  | Tunisia                                                                 | 0 – 0                                                                   | Norvegia                                                                | Amichevole                                                              | -                                                                       |                                                                         |
| 26-1-2003                                                               | Sharjah                                                                 | Emirati Arabi Uniti                                                     | 1 – 1                                                                   | Norvegia                                                                | Amichevole                                                              | -                                                                       |                                                                         |
| 28-1-2003                                                               | Mascate                                                                 | Oman                                                                    | 1 – 2                                                                   | Norvegia                                                                | Amichevole                                                              | -                                                                       |                                                                         |
| Totale                                                                  |                                                                         | Presenze                                                                | 8                                                                       |                                                                         | Reti                                                                    | 0                                                                       |                                                                         |

## Palmarès

### Giocatore

#### Competizioni nazionali
- Coppa di Norvegia: 4

Molde: 1994, 2005, 2013, 2014
- Campionato norvegese: 3

Molde: 2011, 2012, 2014
- Superfinalen: 1

Molde: 2012

### Allenatore

#### Competizioni giovanili
- Norgesmesterskapet G19: 2

Molde: 2016, 2017